# Tuggeranong kerület

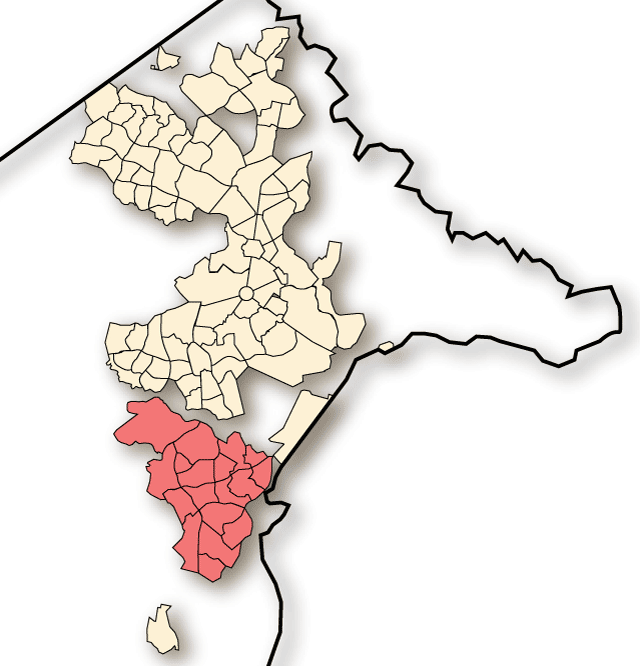
Tuggeranong kerület elhelyezkedése

Tuggeranong az ausztrál főváros, Canberra legdélebbi kerülete.  Magába foglal 19 külvárost, illetve városrészt, 31819 lakást és otthona 87119 embernek. A kerület a külterületekkel együtt 117 négyzetkilométeren terül el a Murrumbidgee folyótól keletre. A korai gyarmati időkben egyszerűen/világosan kiterjedt délre Tuggeranong mai területére. A kerület nevét egy bennszülött kifejezésről kapta, melynek jelentése "hűvös síkságok". 

## Története
Barlangrajzok és egyéb művészeti alkotások bizonyítják, hogy e terület már igen régóta lakott. Első meghódítói a ngunnawal nép volt, akik már mintegy 21000 éve élnek a vidéken. 
Az első európaiak a vidéken 1820 körül bukkantak fel, amikor is Charles Throsby harmadik expedícióját vezette és elérte a Murrumbidgee folyót, ott, ahol a mai Pine Island található, Tuggeranong kerületben.

## Városszerkezet
A városi fejlődés elsősorban az 1987-ben a Murrumbidgee-folyó-n létesített gátnak köszönhetően kialakult Tuggeranong-tó környékén koncentrálódik.  A tó partján számos közösségi intézmény helyezkedik el, mint például a Lake Tuggeranong College, amely egy iskola, ahol 16-18 éves diákok tanulhatnak, a Könyvtár, amely egyben információs központként is szolgál, egy közösségi központ, valamint két gyorsétterem és a Tuggeranong Art Centre művészeti központ. 
A Tuggeranong városközpont a tótól nyugatra helyezkedik el és központjában bevásárlási lehetőségeket biztosító üzletek találhatóak. A kupolája miatt elnevezett Centro Tuggeranong Hyperdome bevásárlóközpont mellett találhatóak az Ausztráliai fővárosi terület kormányának irodái, valamint egy könnyűipari terület. 

## Külvárosok, városrészek
Tuggeranong kerület 19 külvárosra, illetve városrészre bontható.
| Külváros neve   | Népessége (fő/2008) | Átlagéletkor (2006) | Terület (km²) | Népsűrűség (fő/km²) | Első telepesek letelepedése | Hivatalos elismerése |
| --------------- | ------------------- | ------------------- | ------------- | ------------------- | --------------------------- | -------------------- |
| Banks           | 4907                | 28                  | 2,24          | 1619                | 1992                        | 1987. március 12.    |
| Bonython        | 3363                | 30                  | 2,9           | 1200                | 1989                        | 1986. október 17.    |
| Calwell         | 5929                | 30                  | 3,87          | 1560                | 1986                        | 1975. augusztus 5.   |
| Chisholm        | 5378                | 29                  | 3,11          | 1823                | 1982                        | 1975. augusztus 5.   |
| Conder          | 5051                | 28                  | 4,51          | 966                 | 1991                        | 1987. március 12.    |
| Fadden          | 3215                | 35                  | 3,11          | 1064                | 1981                        | 1975. augusztus 5.   |
| Gilmore         | 2905                | 28                  | 2,1           | 1415                | 1985                        | 1975. augusztus 5.   |
| Gordon          | 7869                | 29                  | 4,47          | 1667                | 1990                        | 1987. március 12.    |
| Gowrie          | 3226                | 31                  | 1,93          | 1702                | 1981                        | 1975. augusztus 5.   |
| Greenway        | 1129                | 34                  | 5,35          | 181                 | 1988                        | 1986. október 17,    |
| Hume            | 6                   | -                   | 8,8           | -                   | -                           | 1982. március 12.    |
| Isabella Plains | 4317                | 29                  | 2,49          | 1761                | 1985                        | 1975. augusztus 5.   |
| Kambah          | 15579               | 33                  | 11,3          | 1428                | 1974                        | 1973. március 22.    |
| Macarthur       | 1582                | 32                  | 1,27          | 1251                | 1983                        | 1982. március 22.    |
| Monash          | 5550                | 32                  | 3,41          | 1688                | 1978                        | 1975. augusztus 5.   |
| Oxley           | 1788                | 31                  | 1,08          | 1700                | 1985                        | 1982. március 22.    |
| Richardson      | 3233                | 29                  | 2,24          | 1493                | 1981                        | 1975. május 5.       |
| Theodore        | 4109                | 28                  | 3,13          | 1330                | 1986                        | 1975. augusztus 5.   |
| Wanniassa       | 7933                | 33                  | 5,43          | 1513                | 1975                        | 1974. május 21.      |
| Összesen:       | 87069               | -                   | 72,74         | 1196,98             | -                           | -                    |

## Fordítás
Ez a szócikk részben vagy egészben  a   Tuggeranong című angol Wikipédia-szócikk ezen változatának fordításán alapul.  Az eredeti cikk szerkesztőit annak laptörténete sorolja fel. Ez a jelzés csupán a megfogalmazás eredetét és a szerzői jogokat jelzi, nem szolgál a cikkben szereplő információk forrásmegjelöléseként.